# Platz Eins
Platz Eins è un singolo del supergruppo tedesco/svedese Lindemann, pubblicato il 7 febbraio 2020 come quarto estratto dal secondo album in studio F & M.

## Video musicale
Il video, pubblicato il 4 febbraio 2020, è stato diretto da Zoran Bihać e mostra il cantante Till Lindemann nei panni di un governante d'albergo che rapisce alcune ragazze allo scopo di fare sesso con loro in diversi luoghi dell'hotel, culminando con un'orgia grafica a cui partecipa anche l'altro componente del gruppo, Peter Tägtgren.
A causa dei contenuti NSFW, la versione presente sul canale YouTube presenta svariate censure. Il video esplicito è stato invece caricato attraverso il sito pornografico Visit-X.

## Tracce
Testi di Till Lindemann, musiche di Peter Tägtgren.
1. Platz Eins (Video Version) – 3:53

## Formazione
Gruppo
- Till Lindemann – voce, arrangiamento
- Peter Tägtgren – strumentazione, programmazione, arrangiamento

Altri musicisti
- Clemens Wijers – arrangiamenti orchestrali aggiuntivi

Produzione
- Peter Tägtgren – produzione, ingegneria del suono, registrazione, missaggio
- Jonas Kjellgren – registrazione della batteria
- Svante Forsbäck – mastering